# American Authors
American Authors est un groupe américain de rock, originaire de Brooklyn, à New York. Formé en 2006, il est composé du quatuor Zachary Barnett, Dave Rublin, James Adam Shelley et Matthew John Sànchez. 
Précédemment connus sous le nom The Blue Pages, ils changent de nom et enregistrent leurs premières chansons Believer, Best Day of My Life, Hit It, Luck, et Trouble en 2013, qui les feront accéder à la notoriété avant de sortir leur premier album studio Oh, What a Life en mars 2014. 

## Biographie

### Débuts (2006–2011)
Les membres du groupe se rencontrent au Berklee College of Music en 2006. Ils passent leurs premières années à Boston et signent sous le nom The Blue Pages. Pendant leurs premières années, ils enregistrent Surrounded by Wolves, Bear Fight, Night Hawke, Anthropology et Rich With Love. En mai 2010, le groupe joue pour Cash Cash à la tournée Robots in High-Tops,. En 2010, le groupe déménage à Brooklyn. Le 1er décembre 2010, the Blue Pages publie un single indépendant, Run Back Home sur iTunes.

### American Authorset suites (depuis 2012)

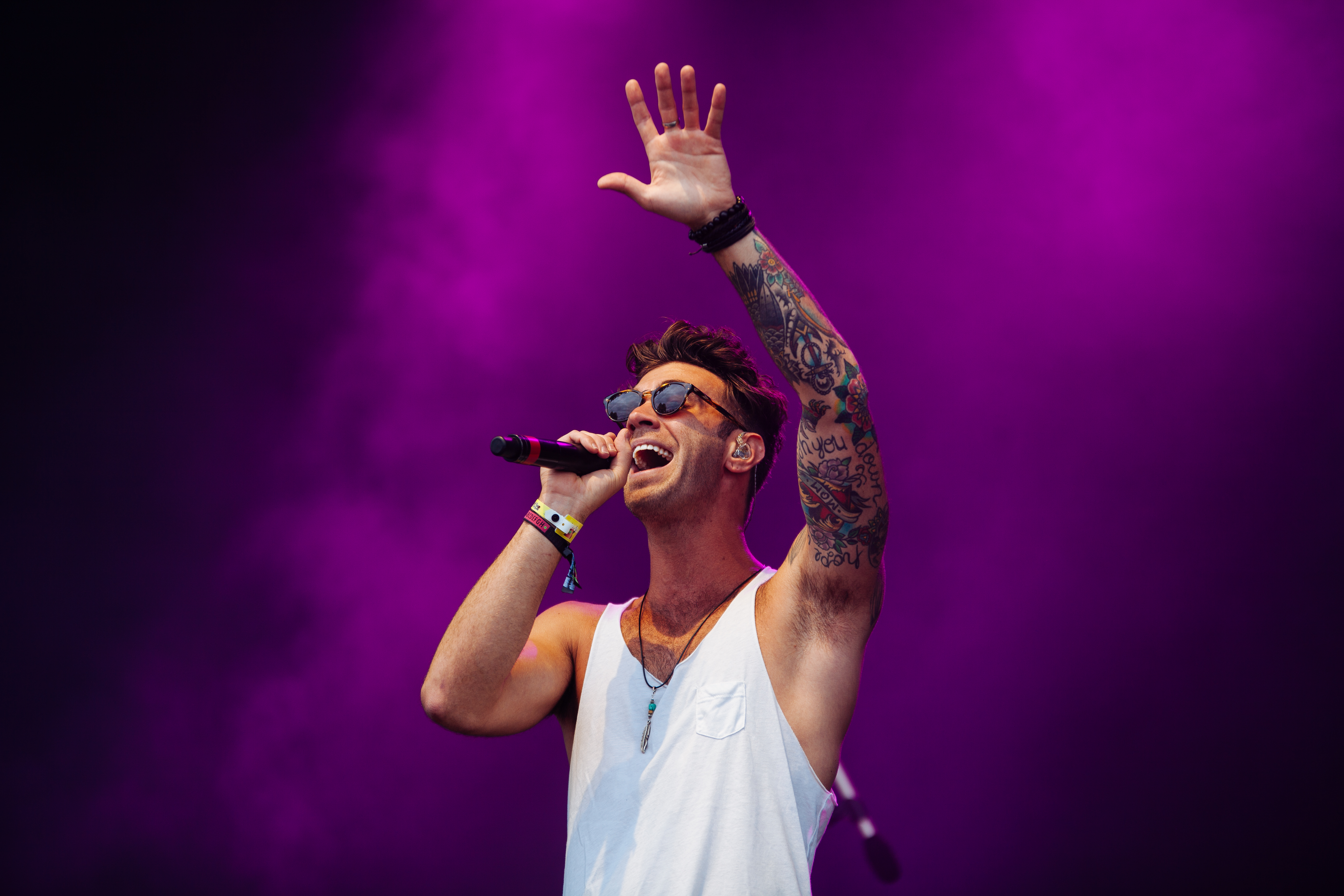
Barnett au Highfield Festival en 2014.

En 2012, le groupe change de nom pour devenir American Authors. Leur premier single, Believer, attire l'attention des radios de rock alternatif américaines. Leur deuxième single, Best Day of My Life, est utilisé par la chaîne de magasins Lowe's pour une publicité télévisée aux États-Unis, par Hyundai à nouveau dans une publicité télévisée au Royaume-Uni cette fois, ainsi que dans une publicité pour Telecom New Zealand, dans la bande-annonce Delivery Man, et lors de l'ouverture du World Series of Poker. En janvier 2013, le groupe signe chez Mercury Records.
American Authors sort le 27 août 2013 un EP éponyme. Leur chanson Hit It est présente sur le jeu vidéo FIFA 14. Leur chanson Best Day of My Life est utilisée par MLB Fan Cave et sert de générique à l'émission Sky Sports News ainsi que de bande originale au film La Vie rêvée de Walter Mitty, et est présente sur le jeu vidéo PES 2015. La chanson atteint les classements Billboard et Adult Pop Songs for 2014. Leur chanson Home est utilisée pour la bande-annonce de This Is Where I Leave You et dans une vidéoen hommage aux soldats et à leurs familles. En 2013, American Authors remporte l'Overall Grand Prize à la 18e édition de l'Annual USA Songwriting Competition avec la chanson Believer. Le groupe est classé 9e du Top New Artists établi par Billboard en 2014. En juillet 2015, le groupe est sélectionné meilleur groupe du mois par Elvis Duran et participe à l'émission américaine Today animée par Kathie Lee Gifford et Hoda Kotb où ils jouent leur single Best Day of My Life.

## Discographie

### Albums studio
- 2014 : Oh, What a Life
- 2016 : What We Live For
- 2019 : Seasons

### EP
- 2013 : American Authors

### Singles
- 2013 : Believer
- 2013 : Best Day of My Life
- 2014 : Luck
- 2015 : Go Big or Go Home
- 2015 : Pride
- 2016 : What We Live for
- 2017 : I’m Born to Run
- 2017 : Everything Everything
- 2017 : I Wanna Go Out
- 2017 : Good Ol' Boys

(with Gazzo)
- 2018 :  Deep Water

## Tournées
- Oh, What a Life Tour (2014) en tête d'affiche
- Native Summer Tour de OneRepublic (2014) en première partie